# Норт-Гановер Тауншип (Нью-Джерсі)
Норт-Гановер Тауншип (англ. North Hanover Township) — селище (англ. township) в США, в окрузі Берлінгтон штату Нью-Джерсі. Населення — 7963 особи (2020).

## Демографія
Згідно з переписом 2010 року, у селищі мешкало 7678 осіб у 2784 домогосподарствах у складі 2050 родин. Було 3370 помешкань
Расовий склад населення:
| - 80,2 % — білих - 9,3 % — чорних або афроамериканців - 1,9 % — азіатів - 0,4 % — вихідців з тихоокеанських островів - 0,4 % — корінних американців - 3,1 % — осіб інших рас |

До двох чи більше рас належало 4,7 %. Частка іспаномовних становила 10,4 % від усіх жителів.
За віковим діапазоном населення розподілялося таким чином: 29,5 % — особи молодші 18 років, 62,1 % — особи у віці 18—64 років, 8,4 % — особи у віці 65 років та старші. Медіана віку мешканця становила 29,2 року. На 100 осіб жіночої статі у селищі припадало 99,9 чоловіків;  на 100 жінок у віці від 18 років та старших — 99,0 чоловіків також старших 18 років.
Середній дохід на одне домашнє господарство  становив 69 126 доларів США (медіана — 54 280), а середній дохід на одну сім'ю — 76 130 доларів (медіана — 61 995). Медіана доходів становила 45 662 долари для чоловіків та 40 000 доларів для жінок. За межею бідності перебувало 3,7 % осіб, у тому числі 4,2 % дітей у віці до 18 років та 6,2 % осіб у віці 65 років та старших.
Цивільне працевлаштоване населення становило 2679 осіб. Основні галузі зайнятості: публічна адміністрація — 22,9 %, освіта, охорона здоров'я та соціальна допомога — 21,2 %, науковці, спеціалісти, менеджери — 10,6 %, роздрібна торгівля — 10,5 %.